# Ernst Wilhelm Conrad Gössel

Bildnis von Ernst Wilhelm Conrad Gössel

Ernst Wilhelm Conrad Gössel (* 1761 in Gildern; † 15. Oktober 1843 in Plauen) war ein Kaufmann und Plauener Textilunternehmer. Er hatte wesentlichen Anteil an der Entwicklung einer Textilindustrie im Vogtland.

## Leben

### Frühe Jahre
Gössel kam in den 1780er Jahren nach Plauen, um als kaufmännischer Angestellter in der Kattundruck-Manufaktur Facilides & Co. eine Stelle anzutreten. Die Manufaktur war 1755 von Johann August Neumeister als erste sächsische Kattundruckerei gegründet worden und später um einen schlossähnlichen Fabrikneubau (Weisbachsches Haus) erweitert worden. Eigentümer und Betreiber der Manufaktur waren, neben Neumeister als Direktor, eine Sozietät aus acht Plauener Baumwollwarenhändlern. Gössel erwarb sich durch sein kaufmännisches Geschick schon bald Vertrauen bei den Mitgliedern der Sozietät. Zwei Ereignisse bestimmten den Aufstieg Gössels zu einem bedeutenden Unternehmer seiner Zeit: Nach dem Tod von Johann Christian Facilides, heiratete er 1792 dessen Witwe Marie Magdalene (1754–1818). Dies brachte ihm einerseits materiellen Reichtum, gleichzeitig wuchs sein Ansehen unter den Plauener Baumwollwarenhändlern, so dass er kurz nach der Heirat in deren Innung aufgenommen wurde. Entgegen kam ihm auch, dass der Gründer und langjährige Direktor der Kattundruckerei J. A. Neumeister im Jahre 1794 seinen Dienst in Plauen quittierte und nach Zwickau verzog. Dadurch gewann Gössel in den Folgejahren zunehmend Einfluss auf die weitere Entwicklung der Manufaktur.

### Von der Manufaktur zur Fabrik
Vor allem während der Kontinentalsperre konnte Gössel Absatz und Gewinn der Kattundruckerei deutlich steigern. Das ermöglichte es ihm, sich als einer der ersten sächsischen Unternehmer in der mechanischen Baumwollspinnerei zu engagieren. Bereits 1808 liefen bei Gössel die ersten wasserkraftbetriebenen Feinspinnmaschinen an. In den Folgejahren war seine mechanische Spinnerei mit rund 13.000 Spindeln die größte im Vogtland und eine der größten im Königreich Sachsen. Das erzeugte Baumwollgarn ließ er von teilweise fest angestellten Handwebern im eigenen Betrieb zu Musselin und Kattun verarbeiten. Die Stoffe wurden hier auch bedruckt und veredelt, so dass eine geschlossene Produktionskette für Baumwollerzeugnisse entstand. Im Jahre 1811 beschäftigte Gössel in Spinnerei, Weberei und Kattundruck bereits 1.620 Personen. In dieser Zeit galt die Gösselsche Fabrik im Vogtland als Vorbild und begünstigte damit weitere Fabrikgründungen, so unter anderen die Baumwollspinnereien von Christian Gotthelf Brückner in Mylau und von Gottlob Friedrich Thomas in Lengenfeld. Gössel kaufte nach und nach alle Anteile der Sozietät Facilides & Co. auf. Im Jahre 1814 hatte er alle Anteile erworben und war so zum Alleineigentümer eines frühindustriellen Textilimperiums geworden. Für seine Verdienste um die sächsische Wirtschaft und die finanzielle Unterstützung der Stadt Plauen in der Zeit der Befreiungskriege wurde ihm 1814 der Titel Sächsischer Kammerrat verliehen.

### Niedergang der Kattundruckerei
Im Jahre 1818 verstarb Gössels Frau Marie Magdalene. Er heiratete im darauf folgenden Jahr die erst 17-jährige Wilhelmine Caroline Franz (1802–1839). Die Ehe hatte eher einen formalen Charakter und 1838 ließ er sich wieder scheiden. Somit blieb Gössel kinderlos, was die Nachfolgeregelung für seine Textilfabrik erschwerte. Er selbst setzte vier gleichberechtigte Teilhaber ein. Dies erwies sich als folgenreiche Fehlentscheidung. Die anfänglichen Meinungsverschiedenheiten unter den Teilhabern mündeten später in juristische Auseinandersetzungen. Hinzu kamen Störungen der innerbetrieblichen Abläufe sowie Absatzprobleme durch die Zunahme sächsischer und englischer Textilkonkurrenz. In den 1820er Jahren zerfiel das Gösselsche Textilimperium. Gössel selbst gab 1830 die Auflösung seines Betriebes in einem Rundschreiben seinen Geschäftspartnern bekannt. Lediglich Teile der mechanischen Spinnerei blieben erhalten und wurden später von Carl Wilhelm Weisbach übernommen.

### Karitatives Wirken
In seinen letzten Lebensjahren engagierte sich Gössel vor allem in sozialen und kommunalen Projekten. So erhielt das Plauener Theater durch Gössels großzügige Finanzierung im Jahre 1834 erstmals eine feste Spielstätte. Das Haus wurde später als Gössel-Löberingsches-Theater bezeichnet. Er finanzierte 1836 eine steinerne Brücke über die Weiße Elster, die Gössel-Brücke. Zur Verbesserung der Brandbekämpfung erhielt die Plauener Feuerwehr eine neue, große Feuerwehrspritze. Darüber hinaus stiftete er Geld zum Ankauf eines Schulhauses und schenkte der Schule später ein Planetarium. Gössel starb 1843 im Alter von 82 Jahren.